# Всеукраинский археологический комитет
Всеукраинский археологический комитет (ВУАК; укр. Всеукраїнський археологічний комітет) — научно-исследовательское и памятникоохранное учреждение, созданное в 1924 году на базе Археологического комитета при первом историко-филологическом отделении ВУАН. Состоял из археологического и искусствоведческого отделов, софийской, золотарской и трипольской комиссий. Впоследствии в структуру комитета входило четыре секции — общественных организаций, археологическая, художественная, охраны природы.
6 февраля 1922 года на собрании Академии Наук было решено преобразовать секцию в археологический комитет, председателем которого стал Ф. Шмит, членами — академики Н. Беляшевский и Н. Василенко, а с 27 сентября 1922 года секретарём стал академик А. Новицкий. В 1924 году Академия избрала в состав археологического комитета ряд новых членов: В. Данилевича, Н. Макаренко, Д. Щербаковского, П. Куринного, А. Носова, В. Осьмака, Ф. Эрнста. 24 июля 1924 года был утверждён новый устав комитета за авторством П. Куринного.
ВУАК проводил, организовывал и координировал экспедиционные исследования археологических памятников от каменного века до эпохи Киевской Руси включительно, выполнял функции главного государственного органа охраны памятников истории и культуры в УССР, утверждал реестры памятников республиканского и местного значения и осуществлял надзор за их сохранностью. В конце 1920-х гг. стационарные археологические экспедиции работали в 30 округах Украины из 44. Важнейшими работами комитета были исследования Мариупольского могильника, трипольских поселений на реках Днепр и Днестр, белогрудовских зольников в окрестностях Умани, античных Ольвии и Березанского поселения, славянских памятников на Черкасчине, в окрестностях города Ромны и в Киеве, древнерусского Райковецкого городища, а также спасательные экспедиции в районах новостроек ДнепроГЭСа, на Южном Буге, в Мариуполе. Весомые результаты дали исследования древнерусских и барочных памятников Киева и Чернигова. Усилиями ВУАК подготовлен проект закона об охране памятников, на основе которого постановлением ВУЦИК и СНК УССР от 16 июля 1926 было принято «Положение о памятниках культуры и природы», которое в течение длительного времени определяло организационно-правовые основы охраны памятников в Украине.
Члены ВУАК — М. Болтенко, С. Гамченко, С. Дложевский, А. Крымский, Н. Макаренко, А. Новицкий (председатель), М. Рудинский (секретарь), С. Таранушенко, А. Федоровский, Д. Щербаковский, Д. Яворницкий и др. Комитет поддерживал тесную связь с музейными учреждениями, создал широкий актив корреспондентов на местах. В 1934 году на основе ВУАК организован Институт истории материальной культуры АН УССР.